# Quadratino
Quadratino ist der Name der titelgebenden Figur eines Comics des italienischen Zeichners Antonio Rubino. Der Comic erschien von 1910 bis 1911 in der italienischen Kinderzeitung Corriere dei Piccoli.

## Handlung und Figuren
Die Hauptfigur ist ein kleiner Junge mit einem quadratischen Schädel namens Quadratino („Kleines Quadrat“); seine Mutter heißt Geometria, seine Großmutter Matematica und die Tante Algebra. Das Handlungsmuster ist stets ähnlich: Quadratino verlässt im ersten von jeweils sechs gleich großen Panels die familiäre Aufsicht und durchleidet in der Folge ein Abenteuer, das seinem Kopf eine andere geometrische Form verleiht. Im letzten Panel bringt einer seiner weiblichen Angehörigen seinen Kopf mit Lineal, Winkel, Winkelmesser, Zirkel, Rechenschieber oder Lot aus einem Rechteck, Sechseck, Achteck, Rhombus oder Kreis (hier wird auf die Schwierigkeit der Quadratur des Kreises angespielt: Pronta corre la nonnetta, e a far calcoli si affretta, chè del cerchio è cosa dura ottener la quadratura) wieder in die ursprüngliche Form zurück. Es gibt keine Sprechblasen-Dialoge, sondern die Bilder werden in Reimen unterhalb des jeweiligen Panels kommentiert.

## Veröffentlichung und Rezeption
Seinen ersten Auftritt hatte Quadratino als Bebilderung des Gedichtes La tragica istoria del triangolo e del quadrato.von Franco Bianchi im  Corriere dei Piccoli am 8. November 1909. Als Comic erschien Quadratino erstmals am 7. August 1910 ebenfalls im Corriere dei Piccoli. Bis 1911 erschienen in loser Abfolge insgesamt sieben Geschichten. Die letzte Geschichte wurde im vierten Heft des Jahrgangs 1911 von Corriere dei Piccoli veröffentlicht.
Laut Franco Fossati kann Quadratino als ein „typisches Jugendwerk“ Rubinos angesehen werden.